# NGC 1303
NGC 1303 este o galaxie lenticulară situată în constelația Eridanul. A fost descoperită în 28 octombrie 1865 de către Heinrich Louis d'Arrest.